# Шаховское сельское поселение (Ульяновская область)
Ша́ховское се́льское поселе́ние — муниципальное образование в составе Павловского района Ульяновской области. Административный центр — село Шаховское.

## Население
| 2010  | 2012  | 2013  | 2014  | 2015  | 2016  | 2017  |
| ----- | ----- | ----- | ----- | ----- | ----- | ----- |
| 1741  | ↘1689 | ↘1638 | ↘1592 | ↘1554 | ↘1549 | ↘1514 |
| 2018  | 2019  | 2020  | 2021  |       |       |       |
| ↘1472 | ↘1428 | ↘1404 | ↘1269 |       |       |       |

## Состав сельского поселения
В состав поселения входят 6 населённых пунктов: 2 села, 2 деревни, 1 посёлок и 1 выселки.
| № | Населённый пункт | Тип населённого пункта       | Население |
| - | ---------------- | ---------------------------- | --------- |
| 1 | Благодатка       | выселки                      | 78        |
| 2 | Гремучий         | посёлок                      | 179       |
| 3 | Красная Поляна   | деревня                      | 79        |
| 4 | Новая Андреевка  | деревня                      | 166       |
| 5 | Шаховское        | село, административный центр | 581       |
| 6 | Шиковка          | село                         | 658       |